# Saulius Ruškys
Saulius Ruškys (Klaipėda, 18 aprile 1974) è un ex ciclista su strada lituano.

## Palmarès

### Strada
- 1993 (Juniores, una vittoria)

Classifica generale Stuttgart-Strasbourg
- 1995 (Dilettanti, una vittoria)

6ª tappa Circuit Franco-Belge (Belœil > Basècles)
- 1998 (Dilettanti, una vittoria)

Parigi-Troyes
- 1999 (Saint-Quentin-Oktos, sette vittorie)

1ª tappa Tour de Normandie (Mondeville > Forges-les-Eaux)
5ª tappa Tour de Bretagne (Broons > La Turballe)
7ª tappa Tour de Bretagne (Thorigné-Fouillard > Fougères)
Lincoln Grand Prix
Campionati lituani, Prova in linea Elite
1ª tappa Grand Prix de la Somme (Nesle > Nesle)
Prix d'Armorique
- 2000 (Saint-Quentin-Oktos, due vittorie)

7ª tappa Tour de Normandie (Vire > Caen)
4ª tappa Grand Prix de la Somme (Hallencourt > Amiens)
- 2001 (Team Gerolsteiner, tre vittorie)

3ª tappa Regio-Tour (Neuenburg am Rhein > Guebwiller)
1ª tappa Paris-Corrèze (Saint-Maurice > Ormes)
5ª tappa Herald Sun Tour (Maffra > Lakes Entrance)
- 2002 (Team Gerolsteiner, una vittoria)

2ª tappa Driedaagse De Panne - Koksijde (Zottegem > Koksijde)
- 2003 (Marlux-Wincor Nixdorf, una vittoria)

3ª tappa Giro della Bassa Sassonia (Osterode am Harz > Gottinga)
- 2004 (Oktos-Saint-Quentin, due vittorie)

1ª tappa Tour de la Manche (Donville-les-Bains > La Haye-du-Puits)
1ª tappa Tour du Limousin (Oradour-sur-Glane > La Souterraine)
- 2005 (Agritubel, una vittoria)

4ª tappa Circuit de Lorraine (Jœuf > Saint-Mihiel)

#### Altri successi
- 1997 (Dilettanti)

Criterium Laarne
Criterium Philippine
- 1998 (Dilettanti)

Criterium Sint-Gillis-Waas
Criterium Waasmunster

## Piazzamenti

### Grandi Giri
- Giro d'Italia

2002: ritirato (2ª tappa)

### Classiche monumento
- Milano-Sanremo

2002: ritirato
- Giro delle Fiandre

2001: ritirato
2002: ritirato
2003: ritirato
- Parigi-Roubaix

2000: ritirato
2002: ritirato

### Competizioni mondiali
- Campionati del mondo

Verona 1999 - In linea Elite: ritirato
Zolder 2002 - In linea Elite: ritirato